# Egidio Boccanegra
Egidio Boccanegra (?, ? — Sevilla, 1367) va ser un almirall de la Corona de Castella.
Originari de Gènova era germà del Dux de Gènova Simone Boccanegra, que l'envià amb una flota a Castella. Va dirigir entre d'altres les operacions navals del setge d'Algesires (1342-44) i el blocatge marítim de Gibraltar (1349). Va liderar la marina castellana durant la Guerra dels dos Peres i va participar en la batalla naval de Barcelona (1359). Va ser executat per la seva fidelitat a Enric de Trastàmara.